# Mauricio Echazú
Mauricio Echazú Puente (n. Lima; 2 de enero de 1989) es un extenista peruano conocido como "garrita"
debido a su gran entrega en cada partido. Representó al equipo peruano de Copa Davis. Actualmente tiene 36 años. 

## Primeros pasos antes de ser profesional

### 2004
Con 15 años fue convocado por primera vez al equipo peruano de Copa Davis en su visita a Brasilia por el repechaje del Grupo I de la Zona Americana ante el equipo de Copa Davis de Brasil. Debutó ante el brasileño Leonardo Kirche cayendo derrotado por 2-6, 1-6 sobre tierra batida. 

### 2005
Nuevamente fue convocado al equipo peruano de Copa Davis para enfrentarse al equipo de Copa Davis de Paraguay de local por el repechaje del Grupo I de la Zona Americana. Serie en el cual logró su primera victoria de Copa Davis venciendo a Enzo Pigola sobre tierra batida por 6-4, 6-4.

## Carrera como profesional

### 2006
Comenzó a jugar torneos satellites y futures con el objetivo de conseguir sus primeros puntos como profesional. En el Venezuela 1 Satellite Week 1 sobre superficie dura, se clasificó por primera vez a un cuadro principal de esa categoría al ganar tres partidos de la fase de clasificación. Sin embargo, perdió en primera ronda ante el brasileño Ricardo Hocevar por 2-6, 7-6(2), 3-6. En las semanas siguientes, logró superar dos fases de clasificación sin obtener victorias en el cuadro principal.
Meses después en el Venezuela F1C sobre superficie dura, superó el cuadro de clasificación obteniendo un cupo en el cuadro principal. En la primera ronda del cuadro principal derrotó al argentino Martín Brocal por 6-1, 6-3 obteniendo así su primer punto como profesional. Después en segunda ronda, derrotó al argentino Juan-Manuel Agasarkissian por 6-3, 6-0. Finalmente perdió ante el colombiano Michael Quintero por 3-6, 2-6 en los cuartos de final del torneo.
Un mes después fue aceptado directamente en el cuadro principal del Ecuador F1 sobre superficie dura. En la primera ronda venció al ecuatoriano Gonzalo Escobar por 6-0, 6-2. Sin embargo, perdió ante el colombiano Pablo González por 7-6(2), 5-7, 3-6 en la segunda ronda. En la semana siguiente, logró superar la fase de clasificación del Ecuador F2 sobre superficie dura; sin embargo, sucumbió en primera ronda del cuadro principal ante Iván Miranda por 2-6, 0-6.
Posteriormente jugó una gira de cuatro torneos en Venezuela. En el primero, Venezuela F4, perdió ante Jhonnatan Medina-Álvarez 2-6, 6-4, 6-7(7) en la primera ronda sobre tierra batida. Sin embargo, en el Venezuela F5 sobre superficie dura, derrotó a Alejandro González por 6-3, 6-4. Asimismo, derrotó a Jhonnatan Medina-Álvarez 7-5, 7-6(5) en la segunda ronda. En cuartos de final, derrotó a Benjamin Dracos por 7-5, 6-2 alcanzando por primera vez las semifinales en este nivel. Finalmente, en semifinales, cayo derrotado ante David Navarrette por 0-6, 4-6. En los otros dos torneos venezolanos, sucumbió en primera ronda.
Al finalizar el año jugó un par de torneos en Chile sobre tierra batida en los cuales pierde en primera ronda. En una de ellas, ante el chileno Jorge Aguilar por 3-6 6-7(5).

### 2007
Comenzó jugando la fase de clasificación del Panamá F1 el cual superó exitosamente; sin embargo, perdió ante el argentino Juan Pablo Amado en la primera ronda del cuadro principal sobre tierra batida. Después, jugó sobre superficie dura, el cuadro de clasificación del Costa Rica F1 en el cual perdió en la última ronda por 1-6, 7-6(4), 4-6 ante Peter Polansky eventual ganador del certamen.
Fue convocado nuevamente al equipo peruano de Copa Davis para enfrentarse a Venezuela de local sobre tierra batida por la primera ronda del Grupo I de la Zona Americana. Con la serie definida a favor del equipo peruano de Copa Davis Mauricio jugó contra el venezolano Román Recarte perdiendo por 6-4, 5-7, 2-6. Un mes después, jugó el cuadro de clasificación del Salinas Challenger en donde perdió en primera ronda ante el argentino Gustavo Marcaccio.
Posteriormente, convocado de nuevo al equipo peruano de Copa Davis para enfrentarse al equipo de Copa Davis de México juega con la serie definida a favor de Perú ante Daniel Garza de local sobre tierra batida perdiendo por 6-4, 1-6, 4-6.
Semanas después, fue becado por la academia de Sergi Bruguera en España, en donde jugó cinco torneos futures. En la primera ronda del cuadro principal del España F15, perdió ante Pere Riba por 2-6, 3-6. 
Meses después, en la primera ronda del cuadro de clasificación del México F11 pierde ante el estadounidense Ryan Harrison por 0-6, 3-6 sobre superficie dura.
Finalmente concluyó su temporada perdiendo ante Luis Horna por 0-6, 2-6 en la primera ronda del Lima Challenger

### 2008
Comenzó jugando el cuadro principal de El Salvador F1 sobre tierra batida en el llegó a segunda ronda perdiendo el estadounidense Michael McClune por 6-7(4), 6-7(2). A continuación, jugó el Guatemala F1 sobre superficie dura en donde también llegó a segunda ronda perdiendo ante Nicholas Monroe por 3-6, 5-7. 
Fue convocado otra vez al equipo peruano de Copa Davis para enfrentarse al equipo de Copa Davis de España de local sobre tierra batida por la primera ronda del Grupo Mundial. Con la serie definida a favor del equipo español de Copa Davis, el eventual campeón, Mauricio jugó contra el español Tommy Robredo perdiendo por 4-6, 1-6.
Después, jugó el Colombia F4 sobre tierra batida en donde llegó a segunda ronda perdiendo ante Michael Quintero por 3-6, 1-6, previamente había vencido a Eduardo Struvay por 6-1, 2-6, 7-5. También, jugó el México F7 sobre superficie dura en donde llegó a segunda ronda perdiendo por 6-3, 2-6, 4-6 ante el eventual campeón el australiano Marinko Matosevic. 
En el Ecuador F1 de Quito, sobre tierra batida, llegó a su primera final como singlista al vencer al francés Fabrice Martin por 2-6, 6-3, 7-6(3). Luego, sucumbió en la final ante el local Iván Endara por 6-7(3), 3-6.
Fue convocado otra vez al equipo peruano de Copa Davis para enfrentarse al equipo de Copa Davis de Israel de visita sobre superficie dura por el repechaje del Grupo Mundial. Con la serie igualada a 1, Mauricio jugó junto a Matías Silva el partido de dobles versus Harel Levy y el campeón de dobles del Abierto de Australia Andy Ram perdiendo por 1-6 1-6 2-6.
Finalmente, en su último torneo de la temporada, el Perú F5, derrotó a Duilio Beretta por 4-6, 6-4, 6-0; sin embargo, perdió ante Leandro Migani por 0-6, 4-6 en la segunda ronda.

### 2009
Durante la pretemporada entrenó junto a Luis Horna y su entrenador Francisco Mastelli.
Inició su temporada en El Salvador F1 sobre tierra batida perdiendo ante el eventual campeón del torneo Adam Vejmelca por 6-7(3), 2-6. Después, jugó el Guatemala F1 llegando a la segunda ronda sucumbiendo ante el eventual finalista Holger Fischer por 6-4, 6-7(3), 4-6. 
Jugó el Costa Rica F1 sobre superficie dura. En la primera ronda, venció al guatemalteco Christopher Díaz-Figueroa por 7-5, 6-7(7), 6-3. En la segunda ronda, derrotó al argentino Juan-Manuel Valverde por 6-4, 6-0. En cuartos de final, ganó a Rylan Rizza por 6-4, 6-2. En semifinales logró una de sus mejores victorias al derrotar campeón del Guatemala F1 el argentino Federico Del Bonis por 6-2, 7-6(3). Finalmente, consiguió su primer título profesional como singlista al derrotar al letón Adrians Zguns por 6-3, 3-6, 6-2 en la final.
Fue convocado nuevamente para enfrentarse al equipo peruano de Copa Davis para enfrentarse al equipo de Copa Davis de Ecuador de visita sobre tierra batida en Quito por la segunda ronda del Grupo I de la Zona Americana. Jugando de titular el segundo partido de la serie, perdió ante el ecuatoriano Nicolás Lapentti por 2-6 5-7 3-6.
También fue convocado para enfrentarse al equipo de Copa Davis de Canadá de local sobre tierra batida en Lima por el repechaje del Grupo I de la Zona Americana; sin embargo, no fue elegido por el capitán del equipo peruano de Copa Davis para jugar. 
A continuación, jugó el Venezuela F4 sobre superficie dura. Torneo en el cual venció a Miguel Cicenia por 6-4 6-2, Román Recarte por 6-1 6-4, Gonzalo Tur por 2-6 6-0 6-3, Piero Luisi por 6-3 6-2, y Luis-Manuel Flores por 2-6 6-4 7-6(4), en la primera ronda, segunda ronda, cuartos de final, semifinal y final respectivamente consiguiente así su segundo torneo profesional como singlista. Seguidamente jugó el Venezuela F5 sobre superficie dura cayendo derrotado ante Daniel Vallverdú por 2-6, 3-6. Previamente había derrotado a Tigre Hank por 6-4, 6-3, David Souto por 6-4 7-6(5), Michael Quintero por 3-6 6-2 6-1.
También jugó el Ecuador F2 sobre tierra batida sucumbiendo en semifinales ante el local Iván Endara por 7-6(4), 2-6, 0-6. A continuación, jugó el Ecuador F3 sobre tierra batida en Quito perdiendo en la final ante Facundo Bagnis por 5-7 2-6. Previamente había derrotado al local Iván Endara por 6-1 3-6 6-3 en cuartos de final, y a Marcelo Arévalo por 6-4,6-4 en semifinales.
Después jugó el Colombia F5 sobre tierra batida. En primera ronda, venció a Borut Puc por 6-3, 6-4; sin embargo, perdió ante Alejandro González por 3-6, 4-6 en cuartos de final.
Nuevamente fue convocado para enfrentarse al equipo de Copa Davis de Uruguay de local sobre tierra batida en Lima por el repechaje del Grupo I de la Zona Americana. Jugó de titular en el segundo partido de la serie perdiendo ante Pablo Cuevas por 4-6, 3-6, 2-6. Asimismo, jugó el quinto partido de la serie logrando el único punto peruano de la serie al vencer al uruguayo Ariel Behar por 6-2 6-3.
Luego, jugó el cuadro principal del Quito Challenger derrotando en la primera ronda al ecuatoriano Juan Sebastián Vivanco. En la siguiente ronda, perdió ante Santiago Giraldo por 4-6, 2-6.

### 2010
A fines de enero alcanzó las semifinales del Guatemala F1 sobre superficie dura sucumbiendo ante Iván Endara por 4-6, 3-6.
Después, fue convocado para enfrentarse equipo de Copa Davis de El Salvador de local sobre tierra batida en Lima por la primera ronda del Grupo II de la Zona Americana. Consiguió 2-0 para el equipo de Copa Davis de Perú al vencer a Marcelo Arévalo por 2-6, 6-2, 6-4, 3-6, 6-3.
A fines de abril, jugó la fase de clasificación del Manta Challenger derrotando al croata Tomislav Peric por 6-3, 7-6(4) en la última ronda. No obstante, cayó derrotado en la primera ronda del cuadro principal ante Kevin Kim por 3-6, 3-6.
Luego, fue convocado al equipo de Copa Davis de Perú para enfrentarse a Venezuela de visita sobre superficie dura por la segunda ronda del Grupo II de la Zona Americana. En el primer partido de la serie perdió ante David Souto por 2-6, 4-6, 5-7.
Perdió en primera ronda del Colombia F1 sbore tierra batida ante el argentino Sebastián Decoud por 3-6, 6-3, 3-6. A continuación, jugó el Colombia F2, también sobre tierra batida, derrotando a Eduardo Struvay en la primera ronda y a Nicolás Barrientos en la segunda ronda. Sin embargo perdió ante Sebastián Decoud en cuartos de final por 3-6, 3-6. En el siguiente torneo, Colombia F3 sobre tierra batida, también alcanzó a llegar los cuartos de final sucumbiendo ante Víctor Estrella por 3-6, 4-6. Previamente había derrotado en la segunda ronda al ecuatoriano Emilio Gómez por 2-6, 6-4, 6-4. También jugó el Bolivia F1 en donde perdió en semifinales ante el estadounidense Adam El Mihdawy por 2-6, 0-4 RET debido a una lesión en la mano.
Posteriormente jugó una gira de tres futuros en Chile. En el Chile F1, derrotó a Gastón-Arturo Grimolizzi por 6-2, 6-2 en cuartos de final. En semifinales venció al local Cristóbal Saavedra-Corvalán por 6-3, 0-6, 6-3. En la final, perdió por parciales de 2-6, 6-4, 5-7 en un partido en el que su rival el local Guillermo Rivera empieza ganando el primer set con facilidad por la complicidad de Mauricio Echazú; ya en el segundo Mauricio toma las riendas del partido y gana el segundo set; finalmente en el tercer set el servicio de Mauricio es quebrado cuando sacaba para partido *5-4 e incluso con un par puntos de partido para terminar perdiéndolo por 5-7.
En el Chile F2, perdió ante Sergio Galdós por 2-6, 7-6(4), 4-6 en la segunda ronda.
En el Chile F3, Mauricio alcanza las semifinales al derrotar en la segunda ronda a Gaston Giussani por 7-5, 7-6 y en cuartos de final a Diego Álvarez por 3-6, 7-6(6), 6-4. Sucumbe en semifinales ante el local Juan Carlos Sáez por 4-6, 6-2, 4-6.
Finalmente, terminó la temporada jugando tres futuros en Perú. En el Perú F1 alcanzó la final derrotando a Sergio Galdós en la primera ronda por 6-2, 6-4; a Martín Cuevas en cuartos de final por 3-6, 7-6(9), 6-2; en semifinales a Duilio Beretta por 3-6, 7-6(2),
6-4. En la final cayo derrotado ante Sebastián Decoud por 6-7(4), 6-7(5). En el Perú F2, llegó a semifinales sucumbiendo ante Juan Pablo Amado por 7-6(6), 6-7(5), 3-6. Previamente había derrotado a Renzo Olivo por 6-3, 2-6, 7-6(4) en cuartos de final. Finalmente en el Perú F3 también llegó a semifinales cayendo ante Juan Pablo Amado por 7-6(4), 1-6, 3-6. Previamente había derrotado a Iván Miranda por 6-2, 6-4 en cuartos de final.

### 2011
Inició la temporada perdiendo en primera ronda del Colombia F1 sobre tierra batida ante el portugués Gastao Elias por 1-6, 1-6. A continuación jugó el Colombia F2 sobre superficie dura en donde perdió en segunda ronda ante Sebastián Decoud por 4-6, 4-6.
Por séptimo año consecutivo es convocado a integrar el equipo de Copa Davis de Perú para enfrentar al equipo de Copa Davis de Antillas
Holandesas de local sobre tierra batida en Lima por la primera ronda del Grupo II de la Zona Americana. Jugó de titular en el segundo partido de la serie venciendo a Alexander Blom por 6-2, 6-3, 7-5. 
A continuación, jugó el cuadro de clasificación del Barranquilla Challenger sobre tierra batida derrotando en primera ronda a Daniel Dutra da Silva por 7-5, 2-0 RET; sin embargo, no logró clasificarse al cuadro principal pues perdió en la última ronda ante Dennis Zivkovic por 2-6, 6-2, 4-6. Después, participó en el Pereira Challenger, también sobre tierra batida, ganando al mexicano Manuel Sánchez  6-4, 3-6, 7-6(3); no obstate, perdió ante Steffen Zornosa por 6-1, 1-6, 5-7.
Luego jugó el Chile F3 sobre tierra batida en donde perdió en semifinales ante Guillermo Hormazábal por 2-6, 0-6. Previamente había vencido a Marcel Felder en cuartos de final por 6-0, 6-4. Una semana después jugó el Venezuela F1 sobre superficie dura en el cual perdió la final ante David Souto por 4-6, 6-3, 6-7(4). Anteriormente había derrotado a Piero Luisi por 6-4, 2-0 RET.
También fue convocado para enfrentar a República Dominicana de local sobre tierra batida en Lima por la segunda ronda del Grupo II de la Zona Americana; sin embargo, no fue elegido por el capitán del equipo peruano de Copa Davis para jugar.
No obstante, nuevamente fue convocado para integrar el equipo de Copa Davis de Perú versus el equipo de Copa Davis de Paraguay de visita sobre tierra batida en Asunción por la ronda final del Grupo II de la Zona Americana. En el partido inaugural de la serie derrotó a Daniel Alejandro López por 7-6(1), 7-5, 6-3. La semana siguiente jugó el Cali Challenger sobre tierra batida perdiendo en primera ronda ante Horacio Zeballos por 1-6, 2-6. Luego jugó el Venezuela F8 sobre superficie dura en donde llegó a cuartos de final perdiendo ante Peter Polansky por 5-7, 2-6.
Asimismo, fue convocado para integrar la delegación peruana de los Juegos Panamericanos 2011 sobre superficie dura. Perdió en primera ronda de individuales ante Marvin Rolle por 3-6, 4-6. En dobles perdió junto a Iván Miranda ante los estadounidenses Nicholas Monroe y Greg Ouellette por 3-6, 4-6.
También participó en la clasificación del Buenos Aires Challenger (Copa Topper 2011) jugado sobre tierra batida. En la primera ronda de la fase de clasificación, derrotó al argentino Bruno Hamann por 6-2, 6-4; en la segunda ronda, al argentino Guillermo Durán por 6-3, 1-6, 7-6(5); y en la última ronda, cayó derrotado ante el argentino Diego Schwarztman por 3-6, 7-6(4), 6-1, partido en el cual Mauricio Echazú estuvo 4-2 y con oportunidad de quebrar para después sacar para partido en el segundo set. También tuvo una ventaja de 4-2 en la muerte súbita del segundo set que desperdició por una inoportuna doble falta.
Finalmente, participó concluyó su temporada jugando el México F15 y México F16. En el primer torneo, jugado sobre superficie dura, venció al local Bruno Rodríguez por 6-4 4-6 7-5 en la primera ronda; en la segunda ronda, venció al guatemalteco Christopher Díaz-Figueroa por 6-3, 6-4; y en cuartos de final, sucumbió 6-7(3) 2-6 ante el colombiano Nicolás Barrientos eventual campeón del torneo. En el segundo y último torneo, jugado sobre tierra batida, perdió 4-6 5-7 ante el eventual campeón y local César Ramírez.

### 2012
Comenzó su temporada jugando la clasificación del Bucaramanga Challenger (Seguros Bolívar Bucaramanga Open 2012) sobre tierra batida; en cuya segunda ronda, venció al tercer clasificado y finalista de la edición anterior, el brasileño Fernando Romboli por 7-5 6-2; en la ronda final, venció al local Michael Quintero por 6-4 6-3; finalmente, en la primera ronda del cuadro principal, fue derrotado por el chileno Paul Capdeville por 3-6 2-6.

## Indumentaria, vestimenta y auspicios
Echazú actualmente juega con una raqueta personalizada Babolat Pure Drive. Se viste con calzado y ropa de tenis Adidas. Es auspiciado por Cerveza Cusqueña.

## Torneos Futures (8; 2+6)

### Individuales (2)

#### Títulos
| Leyenda                         |
| Grand Slam (0)                  |
| ATP World Tour Finals (0)       |
| ATP World Tour Masters 1000 (0) |
| ATP World Tour 500 Series (0)   |
| ATP World Tour 250 Series (0)   |
| ATP Challenger Tour (0)         |
| Future Tour (2)                 |

| Títulos por Superficie |
| Dura (2)               |
| Tierra batida (0)      |
| Hierba (0)             |
| Moqueta (0)            |

| N.º | Fecha                | Torneo        | Superficie | Oponente en la final | Resultado        |
| --- | -------------------- | ------------- | ---------- | -------------------- | ---------------- |
| 1.  | 2 de febrero de 2009 | Costa Rica F1 | Dura       | Adrians Zguns        | 6-3, 3-6, 6-2    |
| 2.  | 13 de julio de 2009  | Venezuela F4  | Dura       | Luis-Manuel Flores   | 2-6, 6-4, 7-6(4) |

#### Finalista
| Leyenda                         |
| Grand Slam (0)                  |
| ATP World Tour Finals (0)       |
| ATP World Tour Masters 1000 (0) |
| ATP World Tour 500 Series (0)   |
| ATP World Tour 250 Series (0)   |
| ATP Challenger Tour (0)         |
| Future Tour (5)                 |

| Finalista por Superficie |
| Dura (1)                 |
| Tierra batida (4)        |
| Hierba (0)               |
| Moqueta (0)              |

| N.º | Fecha                  | Torneo       | Superficie    | Oponente en la final      | Resultado        |
| --- | ---------------------- | ------------ | ------------- | ------------------------- | ---------------- |
| 1.  | 11 de agosto de 2008   | Ecuador F1   | Tierra batida | Iván Endara               | 6-7(3), 3-6      |
| 2.  | 17 de agosto de 2009   | Ecuador F3   | Tierra batida | Facundo Bagnis            | 5-7, 2-6         |
| 3.  | 18 de octubre de 2010  | Chile F1     | Tierra batida | Guillermo Rivera Aránguiz | 2-6, 6-4, 5-7    |
| 4.  | 8 de noviembre de 2010 | Perú F1      | Tierra batida | Sebastián Decoud          | 6-7(4), 6-7(5)   |
| 5.  | 25 de abril de 2011    | Venezuela F1 | Dura          | David Souto               | 4-6, 6-3, 6-7(4) |

### Dobles (6)

#### Títulos
| Leyenda                         |
| Grand Slam (0)                  |
| ATP World Tour Finals (0)       |
| ATP World Tour Masters 1000 (0) |
| ATP World Tour 500 Series (0)   |
| ATP World Tour 250 Series (0)   |
| ATP Challenger Tour (0)         |
| Future Tour (6)                 |

| Títulos por Superficie |
| Dura (1)               |
| Tierra batida (5)      |
| Hierba (0)             |
| Moqueta (0)            |

| N.º | Fecha                    | Torneo      | Superficie    | Pareja        | Oponentes en la final                    | Resultado        |
| --- | ------------------------ | ----------- | ------------- | ------------- | ---------------------------------------- | ---------------- |
| 1.  | 6 de agosto de 2007      | Perú F2     | Tierra batida | Matías Silva  | Mauricio Doria-Medina Mauricio Estivariz | 6-4, 6-3         |
| 2.  | 20 de agosto de 2007     | Ecuador F1  | Dura          | Matías Silva  | José Statham Adam Thompson               | 2-6, 6-4, 6-2    |
| 3.  | 15 de julio de 2008      | Perú F3     | Tierra batida | Matías Silva  | Sergio Galdós Guido Pella                | 2-6, 6-1, [10-7] |
| 4.  | 18 de agosto de 2010     | Colombia F1 | Tierra batida | Maciek Sykut  | Daniel Garza Dennis Zivkovic             | 3-6, 6-3, [10-8] |
| 5.  | 13 de septiembre de 2010 | Bolivia F1  | Tierra batida | Sergio Galdós | Adam El Mihdawy Eduardo Kohlberg-Ruíz    | 6-1, 6-4         |
| 6.  | 15 de agosto de 2011     | Perú F2     | Tierra batida | Román Recarte | Guido Andreozzi Martín Cuevas            | 5-7, 6-4, [10-5] |

#### Finalista
| Leyenda                         |
| Grand Slam (0)                  |
| ATP World Tour Finals (0)       |
| ATP World Tour Masters 1000 (0) |
| ATP World Tour 500 Series (0)   |
| ATP World Tour 250 Series (0)   |
| ATP Challenger Tour (0)         |
| Future Tour (14)                |

| Finalista por Superficie |
| Dura (3)                 |
| Tierra batida (11)       |
| Hierba (0)               |
| Moqueta (0)              |

| N.º | Fecha                    | Torneo       | Superficie    | Pareja             | Oponentes en la final                      | Resultado        |
| --- | ------------------------ | ------------ | ------------- | ------------------ | ------------------------------------------ | ---------------- |
| 1.  | 25 de septiembre de 2006 | Venezuela F4 | Tierra batida | Sergio Ramírez     | Carlos Avellán Julio César Campozano       | 6-7(0), 4-6      |
| 2.  | 15 de octubre de 2007    | México F9    | Tierra batida | Matías Silva       | Ignacio Coll-Riudavets Pablo Martín-Adalia | 0-6, 4-6         |
| 3.  | 11 de agosto de 2008     | Ecuador F3   | Tierra batida | Sebastián Rivera   | Juan-Manual Romanazzi Agustín Velotti      | 6-7(5), 3-6      |
| 4.  | 30 de septiembre de 2008 | Ecuador F6   | Tierra batida | Sebastián Rivera   | Iván Endara Walter Valarezo                | 3-6, 6-2, [9-11] |
| 5.  | 13 de octubre de 2008    | Chile F2     | Tierra batida | Sebastián Rivera   | Catalin Ionut-Gard Deniss Pavlovs          | 6-3, 5-7, [2-10] |
| 6.  | 11 de noviembre de 2008  | Perú F5      | Tierra batida | Iván Endara        | Alejandro Kon Leandro Migani               | 4-6, 2-6         |
| 7.  | 18 de mayo de 2009       | Venezuela F2 | Dura          | Iván Endara        | Alejandro González Eduardo Struvay         | 2-6, 5-7         |
| 8.  | 5 de octubre de 2009     | Venezuela F7 | Tierra batida | Ariel Behar        | Francisco Carbajal Eduardo Struvay         | 3-6, 6-1, [8-10] |
| 9.  | 19 de octubre de 2009    | Venezuela F9 | Dura          | Ariel Behar        | Luis Davis Martínez Víctor Romero          | 6-7(5), 5-7      |
| 10. | 23 de agosto de 2010     | Colombia F2  | Tierra batida | Marcelo Arévalo    | Iván Endara Guillermo Rivera-Aránguiz      | 6-2, 3-6, [7-10] |
| 11. | 27 de septiembre de 2010 | Bolivia F3   | Tierra batida | Sergio Galdós      | Mauricio Doria-Medina Mauricio Estivariz   | 4-6, 4-6         |
| 12. | 4 de octubre de 2010     | Bolivia F4   | Tierra batida | Sergio Galdós      | Hugo Dellien Federico Zeballos             | 1-6, 4-6         |
| 13. | 9 de noviembre de 2010   | Perú F1      | Tierra batida | Francisco Carbajal | Martín Cuevas Juan Manuel Romanazzi        | 4-6, 6-7(5)      |
| 14. | 25 de abril de 2011      | Venezuela F1 | Dura          | Sergio Galdós      | Piero Luisi Román Recarte                  | 6-4, 3-6, [7-10] |

## Evolución en el ranking ATP (individuales)
Variaciones en el ranking ATP al finalizar la temporada.
| Año                     | 2006 | 2007 | 2008 | 2009 | 2010 |
| Ranking en individuales | 990  | 1238 | 666  | 402  | 481  |